# Anatol Ugorski
Anatol Ugorski (ursprünglich russisch Анатолий Зальманович Угорский Anatoli Salmanowitsch Ugorski, wiss. Transliteration Anatolij Zal'manovič Ugorskij; geboren 28. September 1942 in Rubzowsk, Region Altai, Russische SFSR, Sowjetunion; gestorben 5. September 2023 in Lemgo) war ein sowjetischer bzw. russisch-deutscher Pianist jüdischer Abstammung, der seit 1990 in Deutschland lebte und international gastierte.

## Leben
Anatol Ugorski kam als viertes von fünf Geschwistern zur Welt. 1945 zogen die Eltern nach Leningrad. Dort wurde er mit sechs Jahren in die an das Konservatorium angegliederte Spezialmusikschule aufgenommen, obwohl er nur singen und Xylophon spielen konnte. Nach dem Schulabschluss 1960 studierte er bis 1965 Klavier am Leningrader Konservatorium bei Nadeschda Golubowskaja. Bereits während des Studiums machte er durch viele Uraufführungen von Werken sowjetischer Komponisten auf sich aufmerksam. Die UdSSR hatte ihm aber auch manche Erstaufführung von Werken umstrittener westlicher Komponisten zu verdanken – Arnold Schönberg, Alban Berg, Olivier Messiaen und Pierre Boulez.
Bei einem Leningrader Gastspiel von Pierre Boulez, das in einer Zeit relativer kultureller Offenheit vor dem Prager Frühling arrangiert worden war und dann im Herbst 1968 (kurz nach dem Einmarsch von Truppen des Warschauer Pakts) stattfand, wurde der ihm geltende begeisterte Applaus als politische Demonstration gedeutet. Er musste sich vor einem Komitee verantworten. Da man ihn aufgrund seiner Liebe zur zeitgenössischen Musik für politisch unzuverlässig hielt, wurde er an der Fortsetzung seiner Karriere gehindert und konnte mehr als zehn Jahre lang nur vor Schulklassen in der sowjetischen Provinz auftreten.
Irene Dische kommentiert: „In dieser vollkommenen künstlerischen Freiheit spielte er nur für sich.“ Seine wenigen Solokonzerte wurden bald zu einem Geheimtipp. Ugorski meinte, sein bestes Scarlatti-Konzert vor Kindern in der Industriestadt Asbest gegeben zu haben. 1982 berief die Leitung des Leningrader Konservatoriums Ugorski doch noch zum Professor.
Im Frühjahr 1990 wurde seine damals sechzehnjährige Tochter Dina Ugorskaja massiv von der radikalen nationalistischen und antisemitischen Pamjat-Bewegung bedroht. Daraufhin flüchteten die Ugorskis überstürzt und ohne ordnungsgemäße Papiere nach Ost-Berlin. Fast zwei Jahre lebte die Familie in einer Flüchtlingsunterkunft. Von einem sowjetischen Dirigenten im September 1990 um Hilfe gebeten und von Ugorskis Diabelli-Variationen überwältigt, verhalf Irene Dische Ugorski zur Aufnahme dieses Beethoven-Werks bei der Deutschen Grammophon.
Mit ihr begann 1992 für den mittlerweile Fünfzigjährigen und bald eingebürgerten Pianisten eine internationale Karriere mit spektakulären Konzerten am Konservatorium von Mailand und bei den Wiener Festwochen. Als Solist oder mit führenden Orchestern wie dem WDR Sinfonieorchester Köln, der Tschechischen Philharmonie, dem Concertgebouw-Orchester, dem Orchestre de Paris und dem Chicago Symphony Orchestra gastierte er in der ganzen Welt und bei den wichtigsten Festivals.
Ugorski war bis 2007 Professor für Klavierspiel an der Hochschule für Musik Detmold. Als Juror wirkte er beim Internationalen Musikwettbewerb der ARD mit.

## Einspielungen
Ugorski veröffentlichte zahlreiche Klavierwerke des 19. und 20. Jahrhunderts auf CD. Zu seinen bedeutendsten Aufnahmen zählen der Catalogue d’Oiseaux von Olivier Messiaen und Skrjabins Klavierkonzert mit dem Chicago Symphony Orchestra unter Pierre Boulez. Mit dieser Aufnahme wurde Ugorski 2000 für den Grammy nominiert. Mit seiner Tochter Dina Ugorskaja spielte er „Zweiflügler“ von Bach, Mozart und Schostakowitsch. 2010 spielte er alle Skrjabin-Sonaten ein (CAvi-musik). Eine 13-CD-Box mit dem Titel Anatol Ugorski – The Complete Recordings On Deutsche Grammophon erschien 2018.